# Аякс (футбольный клуб, Шахтёрск)
«Аякс» — украинский футбольный клуб из Шахтёрска. Основан в 1984 году. Лучшее достижение в первенстве УССР среди КФК — 2 место в сезоне 1991 года. Лучшее достижение в первенстве Украины — 7 место во Второй лиге сезона 1994/95 года. В сезоне 1995/96 во второй лиге, группа «Б» первый круг команда завершила на 4 месте. В этом сезоне клуб «Металлург» Донецк, созданный из основы ФК «Шахтёр» Шахтерск занял 2 место и по результатам плей-офф перешел в Первую лигу, где стал победителем и перешёл в высшую лигу.

## Прежние названия
- 1984—1989 — «Шахтер»
- 1990—1993 — «Прометей»
- 1993—1995 — «Медита»
- 1995—1997 (1999 (как детская команда)) — «Шахтер» → в январе 1996 на базе команды создается футбольный клуб «Металлург» Донецк
- 1997—1999 — «Фортуна» Контарное
- 1999—2001 — «Фортуна» Шахтерск
- 2001—2009 — «Авангард» Стожковское
- 2009—2011 — «Авангард» Шахтерск
- 2011—2012 — ФК «Шахтерск»
- 2012—2014 — «Аякс» Шахтерск
- 2015—2016 — ФК «Шахтерск»
- 2017—2020 — «Аякс» Шахтерск
- 2021—н. в. — ФК «Шахтерск»

## Достижения

### Национальные соревнования
Украина
Вторая лига Украины:
- 7 место в группе: 1994/1995

Кубок Украины:
- 1/16 финала: 1994/1995

УССР
Чемпионате УССР среди КФК
- 2 место в группе: 1990, 1991

### Региональные соревнования
Чемпионат Донецкой области:
- Чемпион (2): 1999, 2013
- Вице-чемпион (1): 1988
- Бронзовый призер (1): 2012

## Статистика выступлений

### Чемпионат УССР среди КФК
| Сезон                    | Чемпионат                        | Чемпионат | Чемпионат | Чемпионат | Чемпионат | Чемпионат | Чемпионат | Чемпионат | Кубок | Кубок | Кубок | Кубок | Кубок | Кубок | Кубок | Примечание |
| Сезон                    | Лига                             | Место     | И         | В         | Н         | П         | М         | О         | Этап  | И     | В     | Н     | П     | М     | О     | Примечание |
| ------------------------ | -------------------------------- | --------- | --------- | --------- | --------- | --------- | --------- | --------- | ----- | ----- | ----- | ----- | ----- | ----- | ----- | ---------- |
| 1989                     | Чемпионате УССР среди КФК 6 зона | 4 из 13   | 24        | 13        | 3         | 9         | 41−30     | 27        | —     | —     | —     | —     | —     | —     | —     |            |
| 1990                     | Чемпионате УССР среди КФК 6 зона | 2 из 15   | 28        | 18        | 6         | 4         | 52−27     | 42        | —     | —     | —     | —     | —     | —     | —     |            |
| 1991                     | Чемпионате УССР среди КФК 5 зона | 2 из 16   | 30        | 22        | 4         | 4         | 69−17     | 48        | —     | —     | —     | —     | —     | —     | —     | Повышение  |
| Всего                    |                                  |           |           |           |           |           |           |           |       |       |       |       |       |       |       |            |
| Чемпионат УССР среди КФК | 3 сезона                         | 82        | 53        | 13        | 17        | 162−74    | 117       |           |       |       |       |       |       |       |       |            |

### Чемпионат Украины
| Сезон   | Чемпионат                   | Чемпионат | Чемпионат | Чемпионат | Чемпионат | Чемпионат | Чемпионат | Чемпионат | Кубок       | Кубок | Кубок | Кубок | Кубок | Кубок | Кубок | Примечание                                  |
| Сезон   | Лига                        | Место     | И         | В         | Н         | П         | М         | О         | Этап        | И     | В     | Н     | П     | М     | О     | Примечание                                  |
| ------- | --------------------------- | --------- | --------- | --------- | --------- | --------- | --------- | --------- | ----------- | ----- | ----- | ----- | ----- | ----- | ----- | ------------------------------------------- |
| 1992    | Переходная лига 2 подгруппа | 5 из 9    | 16        | 8         | 4         | 4         | 27−10     | 20        | —           | —     | —     | —     | —     | —     | —     |                                             |
| 1992-93 | Переходная лига             | 6 из 18   | 34        | 13        | 16        | 5         | 43−21     | 42        | —           | —     | —     | —     | —     | —     | —     | Повышение                                   |
| 1993/94 | Вторая лига                 | 8 из 22   | 42        | 18        | 6         | 18        | 50−41     | 42        | —           | —     | —     | —     | —     | —     | —     |                                             |
| 1994/95 | Вторая лига                 | 7 из 22   | 42        | 22        | 8         | 12        | 57−36     | 74        | 1/16 финала | 4     | 1     | 2     | 1     | 5−8   | 3     |                                             |
| 1995/96 | Вторая лига Группа Б        | 2 из 21   | 38        | 24        | 7         | 7         | 53-27     | 66        | 1/32 финала | 1     | 0     | 0     | 1     | 0−2   | 0     | Место после первого круга занял «Металлург» |
| Всего   | Переходная лига             | 2 сезона  | 50        | 21        | 20        | 9         | 70−31     | 62        | >2 сезона   | 5     | 1     | 2     | 2     | 5−10  | 3     |                                             |
| Всего   | Вторая лига                 | 3 сезона  | 122       | 64        | 21        | 37        | 160−105   | 182       |             |       |       |       |       |       |       |                                             |

### Любительский чемпионат Украины
| Сезон                          | Чемпионат                               | Чемпионат | Чемпионат | Чемпионат | Чемпионат | Чемпионат | Чемпионат | Чемпионат | Кубок | Кубок | Кубок | Кубок | Кубок | Кубок | Кубок | Примечание |
| Сезон                          | Лига                                    | Место     | И         | В         | Н         | П         | М         | О         | Этап  | И     | В     | Н     | П     | М     | О     | Примечание |
| ------------------------------ | --------------------------------------- | --------- | --------- | --------- | --------- | --------- | --------- | --------- | ----- | ----- | ----- | ----- | ----- | ----- | ----- | ---------- |
| 2000                           | Любительский чемпионат Украины 8 группа | 4 из 5    | 8         | 2         | 1         | 5         | 13−16     | 7         | —     | —     | —     | —     | —     | —     | —     |            |
| Всего                          |                                         |           |           |           |           |           |           |           |       |       |       |       |       |       |       |            |
| Любительский чемпионат Украины | 1 сезон                                 | 8         | 2         | 1         | 5         | 13−16     | 7         |           |       |       |       |       |       |       |       |            |

## История
В 1984 году при ПО «Шахтёрскантрацит» из шахтерских команд Шахта «Винницкая» и Шахта «Постниковская» был создан футбольный клуб «Шахтер». Клуб участвовал в Чемпионате Донецкой области. В 1989 году клуб попал в Чемпионат УССР среди КФК. В следующем сезоне клуб был переименован в «Прометей». В 1991 году клуб занял второе место в Чемпионате УССР среди КФК и таким образом получил место в Переходной лиге.
16 декабря 1992 клуб был официально зарегистрирован как Хозрасчетный футбольный клуб «Прометей» при ПО «Шахтерскантрацит». Президентом клуба стал Николай Львович Оробец, начальником команды Николай Климович Гурин, тренером остался Юрий Ванкевич.
Дебют «Прометея» в Переходной лиге состоялся 11 апреля 1992 года, на стадионе «Бажановец» матчем против макеевского «Бажановца». В этом матче «Прометей» проиграл со счетом 1:0.
В 1993 году клуб забирает на баланс АО «Медита», частная клиника, президентом которой являлся Александр Оприщенко, он же становится президентом «Прометея» и переименовывает его в «Медиту» в честь фирмы. На «Медиту» денег не жалели… Но после смерти в 1995 году Оприщенко, клуб вновь возвращают в ГХК «Шахтерскантрацит» и переименовывают в «Шахтер», но к тому моменту у ГХК уже не было финансов для содержания клуба и его базы, команда начала проводить домашние игры в Кировском, Харцызске и Макеевке. В итоге было принято решение команду продать. В это время ДМЗ стремясь иметь свою профессиональную команду, забирают «Шахтер» в Донецк и переименовывают в «Металлург» Донецк. После первого круга Чемпионата Украины 1995-96 гг. «Шахтер» Шахтерск занимал 4 место, во втором круге он уже выступал как «Металлург» (Донецк) и закончил чемпионат на 2 месте, и по результатам плей-офф попал в 1 лигу. Что касается молодежи, воспитанников клуба, то на их базе сделали филиал Академии ФК «Шахтер» Донецк. Среди его воспитанников Дмитрий Есин. Те, кто по возрастным категориям не подошел в «Металлург» (Донецк), остались в Шахтерске и стали называться «Фортуна» Контарное, так как клуб переместился в городской поселок Контарное и до 1999 года был поселковым клубом, пока не был переведен в коммунальную собственность и не стал «Фортуна» Шахтерск. К тому времени в команду из Донецкого «Металлурга» вернулись игроки, которые по возрасту уже не могли играть в Донецке. Именно благодаря им, клуб стал чемпионом области, но при выходе в Чемпионат Украины среди любителей 2001 года, клуб вновь столкнулся с финансовыми трудностями, к тому же по прежнему не было базы и клуб переехал в городской поселок Стожковское и был переименован в «Авангард». С 2009 г. клуб вновь представляет г. Шахтерск. С 2011 г. клуб начал выступать в областном чемпионате под названием ФК «Шахтерск». В 2012 г. с началом нового сезона клуб был переименован в «Аякс». С августа 2015 г. клуб начал выступать в турнирах Футбольного союза ДНР, под названием ФК «Шахтерск». Дебютный матч в Кубке ДНР состоялся 15 августа 2015 года в матче против ФК «Торез». В матче ФК «Шахтерск» одержал победу со счетом 4:3. С сезона 2016 года клуб начал выступления в первенстве ДНР. Сезон 2016 г. клуб закончил на втором месте. С сезона 2017 г. клуб вновь выступает под названием «Аякс». Сезон 2017 г. «Аякс» завершил на первом месте в первенстве ДНР.